# Jardin Brassaï
Le jardin Brassaï est un espace vert situé au 2, rue Eugène-Atget dans le 13e arrondissement de Paris, dans le quartier de la Maison-Blanche.

## Situation et accès

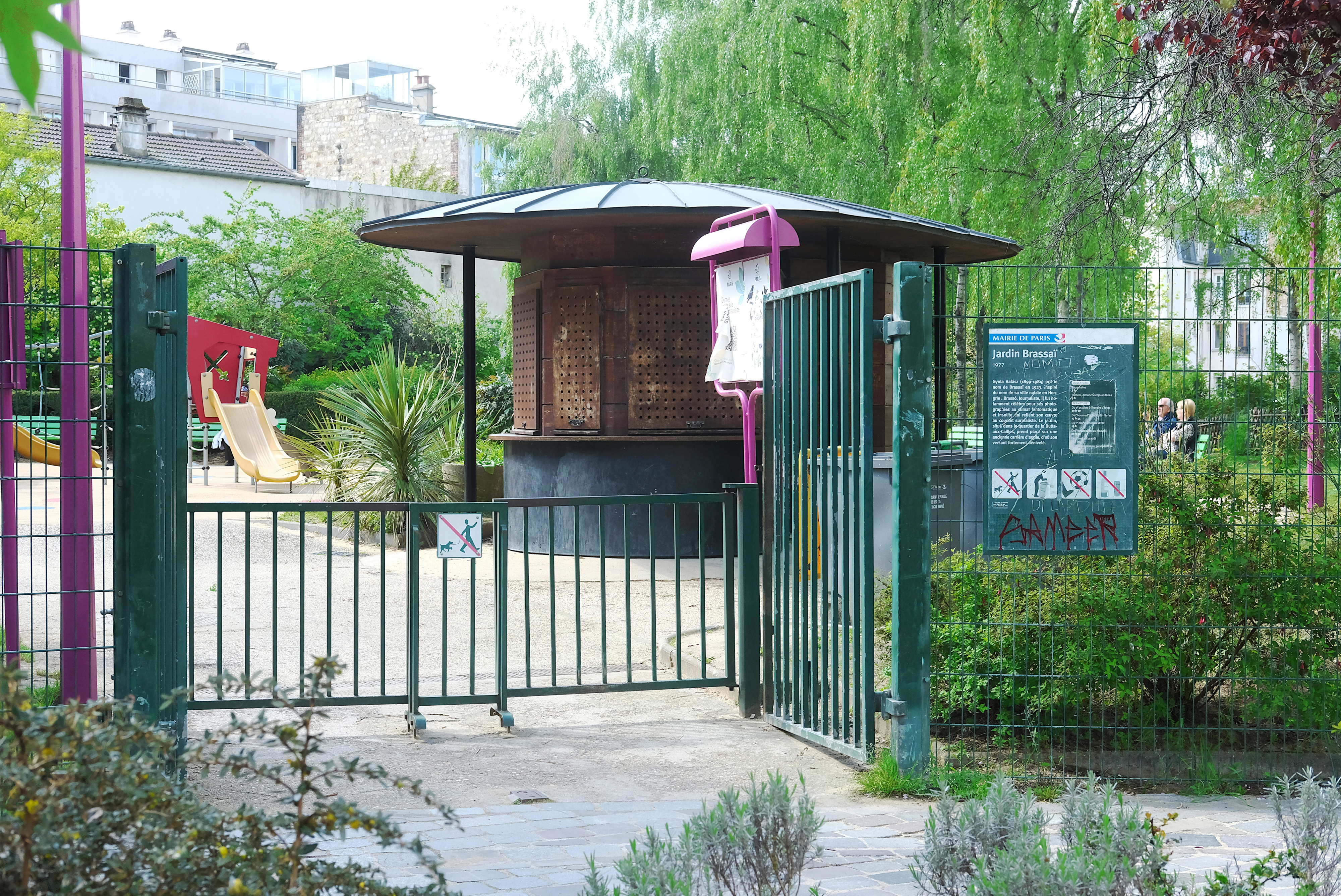
Une entrée du jardin.

Le jardin Brassaï est accessible par la ligne 6 à la station Corvisart.

## Origine du nom
Le jardin rend hommage au photographe français d'origine hongroise Brassaï (1899-1984).

## Historique
Le lieu est historiquement celui d'une carrière d'argile utilisée pour de l'artisanat local. Le jardin a été créé en 1977 sous sa dénomination actuelle.